# Cristina Kaufmann
Cristina Kaufmann (Baden, Suïssa, 19 d'octubre de 1939 - Mataró, 18 d'abril de 2006) va ser una religiosa carmelita descalça que va viure a la comunitat de Mataró, Plantejà una renovació de la espiritualitat i fraternitat teresianes basada en l'experiència i en les coordenades de la societat i el cristianisme coetani.
Nascuda en una petita ciutat del cantó d'Argòvia, a la Suïssa alemanya, prop de Zúric. Educada en una família cristiana, tenia set germans.
Quan tenia catorze anys assistí a una representació de Diàleg de Carmelites de Georges Bernanos. Allà va descobrir que «existia una manera de mirar que tornava transparent tota la realitat: mirar-saber-estimar com a itinerari de l'ésser, que Déu és Déu d'amor, amb qui es pot viure amb passió i amb fascinació i intimitat tota una vida».
Sentia una gran admiració per la pintura d'El Greco i el context en què es produí. Fet que la va portar a visitar Espanya. On coneix la forma de vida i cultura mediterrània i, també, l'obra literària de Teresa de Jesús i Joan de la Creu on hi troba una via en la seva demanda de donar sentit a la vida.
Enllestits els estudis universitaris, per dues temporades, vingué a treballar a Barcelona.
Coneixedora de cinc idiomes i apassionada per la cultura que mai deixà de cultivar, ingressà a la comunitat del Carmel de la Immaculada Concepció de Mataró el 1964, a l'edat de vint-i-cinc anys. Són temps que en aquell monestir carmelita, es segueix de ben a prop el debat i les reflexions que viu l'Església durant el Concili Vaticà II. La comunitat llegeix cada dia la crònica que el sacerdot i periodista José-Luis Martín Descalzo escriu dels treballs del Concili. En aquest ambient d'obertura interior, malgrat el rigor de les normes i l'aspecte extern de la clausura, Cristina Kaufmann va ingressar el 7 de març del 1964. I va fer la professió el 15 de setembre del 1965.
En la vida diària la comunitat descobreix la talla intel·lectual i humana i l'impuls interior que mou la vida de la germana Cristina. N'esdevé priora i en fou responsable del 1973 al 2001.
Va destacar per la seva facilitat en comunicar, que la va portar a participar en diversos mitjans de comunicació, a més de predicar amb senzillesa i tendresa en recessos i conferències. Es va fer molt coneguda quan el 12 de maig de 1984, durant una entrevista a Televisió Espanyola, Mercedes Milà la va reptar a ensenyar què era resar, i ella va començar a pregar pels espectadors. És autora de diversos articles i publicacions com el llibre El rostre femení de Déu. Reflexions d'una carmelita descalça.
L'any 2001, en acabar el darrer període com a priora, demanà a la seva comunitat de poder fer una vida en solitud i silenci. Després d'un període de reflexió, la comunitat acceptà que faci una vida eremítica. I marxà a viure en un petit habitatge a les Guilleries. Tot mantenint la dependència amb la comunitat mataronina. Però aquell mateix any se li detectà un càncer limfàtic incurable. Retornant a la seva comunitat. Morí deixant un darrer missatge "Soc molt pobre, no tinc res, però us deixo el que tinc: Déu... Només tinc una paraula per dir-vos: Déu és amor". Una frase que sintetitza una trajectòria dedicada a contemplar i arrelar els dos grans mandats evangèlics des de la visió de que  cada persona pot esdevenir el "gest epifànic" diví.

## Obres
- Aunque de noche. Poesia des del Carmel. Mataró: Monestir de la Immaculada Concepció, 1989
- El rostro femenino de Dios reflexiones de una carmelita descalza. Bilbao: Desclée de Brouwer, 1996.
- "Introducció" a Teresa de Jesús, Llibre de la vida, a cura d’Àngel Briñas, Cristina Kaufmann, Agustí Borrell i Bonaventura Gilabert, Barcelona: Proa, 1999.
- El llenguatge dels místics. Teresa de Jesús. Barcelona. Barcelona; EIDES núm.34, 2004.
- La fascinación de una presencia. Hacia una experiencia sana de Dios. Madrid: Editorial de Espiritualidad, 2007
- La transparència de l'invisible. Barcelona: Claret, 2007.
- Kaufmann, Cristina i Marín, Rosario. El amor tiene nombre. Madrid: Narcea, 2014. 2a edició.